# Chloropoea schubotzoides
Chloropoea schubotzoides är en fjärilsart som beskrevs av Carpenter 1935. Chloropoea schubotzoides ingår i släktet Chloropoea och familjen praktfjärilar. Inga underarter finns listade i Catalogue of Life.